# Vanguard Animation
Vanguard Animation, LLC. es un estudio de animación estadounidense fundado en 2004 por el productor, John H. Williams. Produce películas de animación de ordenador. Las películas producidas incluyen Valiant, Happily N'Ever After y Space Chimps. Vanguard tiene su sede en West Hollywood, California y cuenta con oficinas en la Columbia Británica, Canadá y los Estudios Ealing en Londres, Inglaterra. Starz Media posee una participación minoritaria en la Vanguard.

## Producciones
Películas
- Valiant (2005)
- Happily N'Ever After (2007)
- Space Chimps (2008)
- Happily N'Ever After 2 (2009)
- Space Chimps 2:Zartog Contraataca (2010)
- Get Squirrely (2015)
- Gnome Alone (2018)
- Charming (2018)
- Trouble (2019)
- Fearless (2020)
- Silk Road Rally (2023)
- Paul Elizabeth James Vernon (2024)

En producción
- Goose Chase (TBA)

## Enlaces de externos
- Sitio web oficial

- Datos: Q544150